# Патруль Сюісс
«Патруль Сюісс» (фр. Patrouille Suisse, «Швейцарський Патруль») — пілотажна група ВПС Швейцарії. Команда літає на шести винищувачах/бомбардувальниках Northrop F-5E Tiger II. З 1994 року група базується на військовому аеродромі Еммен.

## Історія
Ідея створення демонстраційної команди з професійних пілотів сягає 1959 року. Тоді ескадрилья спостереження (нім. Überwachungsgeschwader, UeG) отримала наказ підготувати пілотажну групу з чотирьох машин для демонстраційних цілей. Було використано літаки Hawker Hunter Mk.58.
З нагоди національної виставки Expo64 у Лозанні та святкування 50-річчя Повітряних сил було проведено серію авіашоу по всій країні, зібравши сотні тисяч глядачів. У той час спонтанно виникла назва Patrouille Suisse за аналогією з французьким Patrouille de France. Федеральний департамент оборони, переконавшись у привабливості авіашоу для публіки, вирішив призначити «Патруль Сюісс» офіційною національною пілотажною командою. Цей статус групі було надано 22 серпня 1964 року.
У 1968 році для демонстрації публіці Dassault Mirage IIIS група провела дві демонстрації на цих літаках, взявши для цього назву Patrouille De Suisse Mirage, після чого знову повернулася до польотів на літаках Hunter.
В 1970 році до патруля було додано п'яту машину, у 1978 — шосту.
В 1976 році режисер Пітер Клаузен зняв 20-хвилинний фільм про «Патруль Сюісс». Оскільки на момент зйомок двомісні літаки Hunter були недоступні, кадри польоту знімали з тренувального літака Vampire DH.115.
У 1977 році на літаки команди було встановлено димову систему.
До 1978 року виступи за кордоном не проводилися через суворий нейтралітет Швейцарії. Це змінилося в 1978 році, коли «Патруль Сюісс» було запрошено виступити на святкуванні 25-річчя «Патруль де Франс». Перший закордонний виступ на шістьох літаках відбувся у Салон-де-Прованс. Після цього відбулися численні шоу на батьківщині та за кордоном, і «Патруль Сюісс» виграв Shell Trophy на Royal International Air Tattoo, коли вперше взяв у ньому участь в 1979 році.
В 1994 році літаки Hunter були виведені зі складу ВПС Швейцарії, і у «Патруль Сюісс» вони були замінені на більш швидкі і маневрені F-5E Tiger II.
У лютому 2013 року міністр оборони Швейцарії Улі Маурер заявив, що «Патруль Сюісс» буде розформовано до початку 2016 року через зняття з озброєння F-5 .
7 вересня 2014 року на авіашоу Air14 на авіабазі Пайерн «Патруль Сюісс» виступив разом з «Командою PC-7» на унікальному авіашоу, в якому взяло участь 15 літаків .

## Літаки
«Патруль Сюісс» має 12 літаків Northrop F-5E Tiger II у кольорах команди, зазвичай використовуючи шість з них. З 1996 року на десять з цих літаків може бути встановлений один із восьми димогенераторів, виготовлених компанією RUAG .
F-5E команди також використовуються Ескадрильєю 12 як тренувальні літаки та як буксири для повітряних мішеней, чому сприяє забарвлення літаків, що забезпечує їх добру видимість .
Як допоміжний літак, використовується Pilatus PC-6 V-622 «Felix», пофарбований у кольори Patrouille Suisse, який перевозить командира, диктора та персонал обслуговування.

## Команда
Поточна команда 2023/24 :
| Позивний      | Позиція           | Ім'я                                      |
| ------------- | ----------------- | ----------------------------------------- |
| Tiger Zero    | Наземний командир | лейтенант-полковник Nils Hämmerli «Jamie» |
| Tiger Uno     | Лідер             | майор Michael Duft «Püpi»                 |
| Tiger Due     | Праве крило       | гауптман Serim Wetli «Salim»              |
| Tiger Tre     | Ліве крило        | майор David Pereira «Pepe»                |
| Tiger Quattro | Замикаючий        | гауптман Claudius Meier «Mac»             |
| Tiger Cinque  | Соло 2            | майор Lukas Nannini «Bigfoot»             |
| Tiger Sexi    | Соло 1            | майор Martin Schär «Jaydee»               |

## Інциденти
9 червня 2016 року під час підготовки до авіашоу «Дні відкритих дверей ВПС Нідерландів» на авіабазі Леуварден два літаки Northrop F-5E Tiger II команди зіткнулися в повітрі. Один літак впав у ставок біля села Бітгум після того, як пілот успішно катапультувався, інший літак отримав пошкодження, але вдало приземлився .
15 червня 2023 року два літаки «Патруль Сюісс» зачепили одне одного під час тренувального польоту для виступу на Федеральному фестивалі йодлінгу в місті Баар. Один з літаків отримав пошкодження носового конусу та врізався в будинок, розбивши вікна та поранивши одну людину на землі. Літак вдалося приземлити без подальших інцидентів і без травм пілотів .

## Галерея

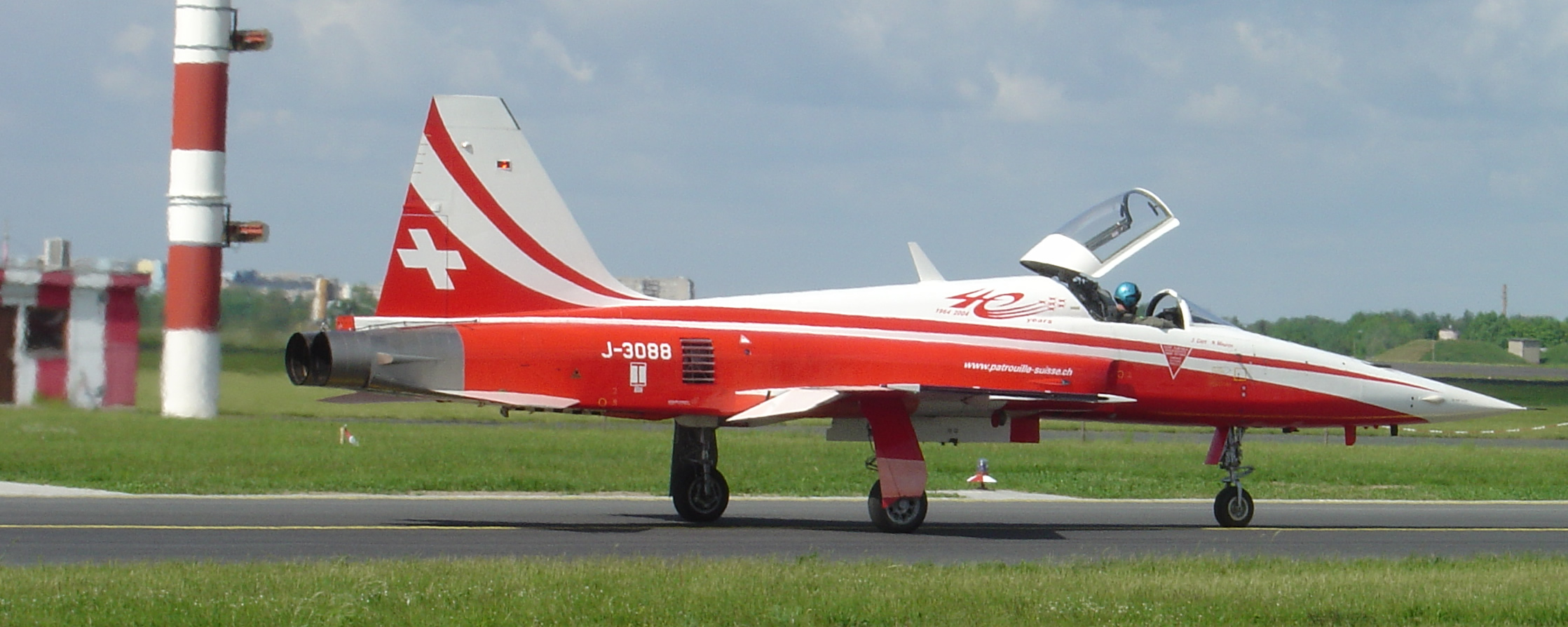
Один з літаків команди.
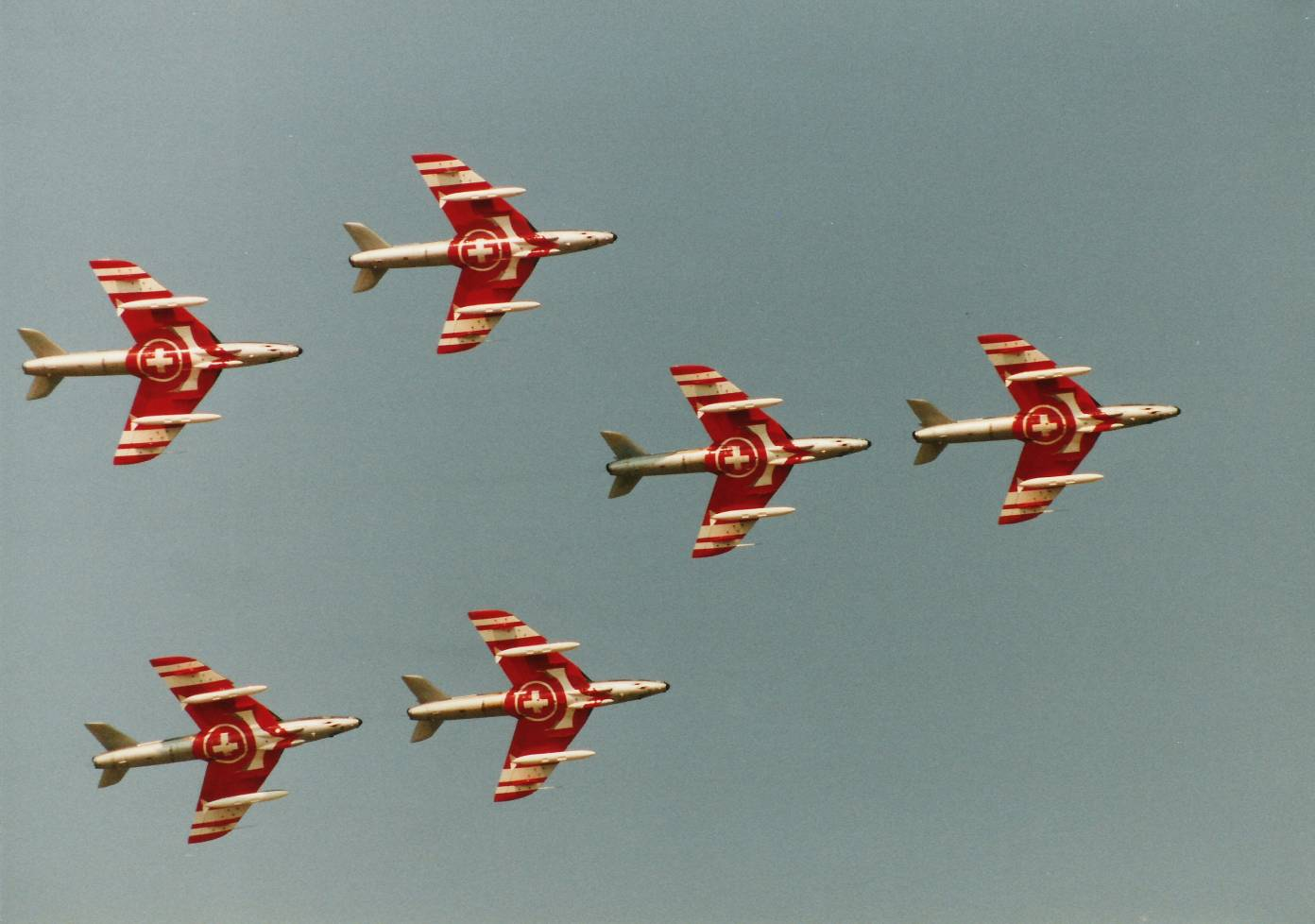
Паєрн, 1991.
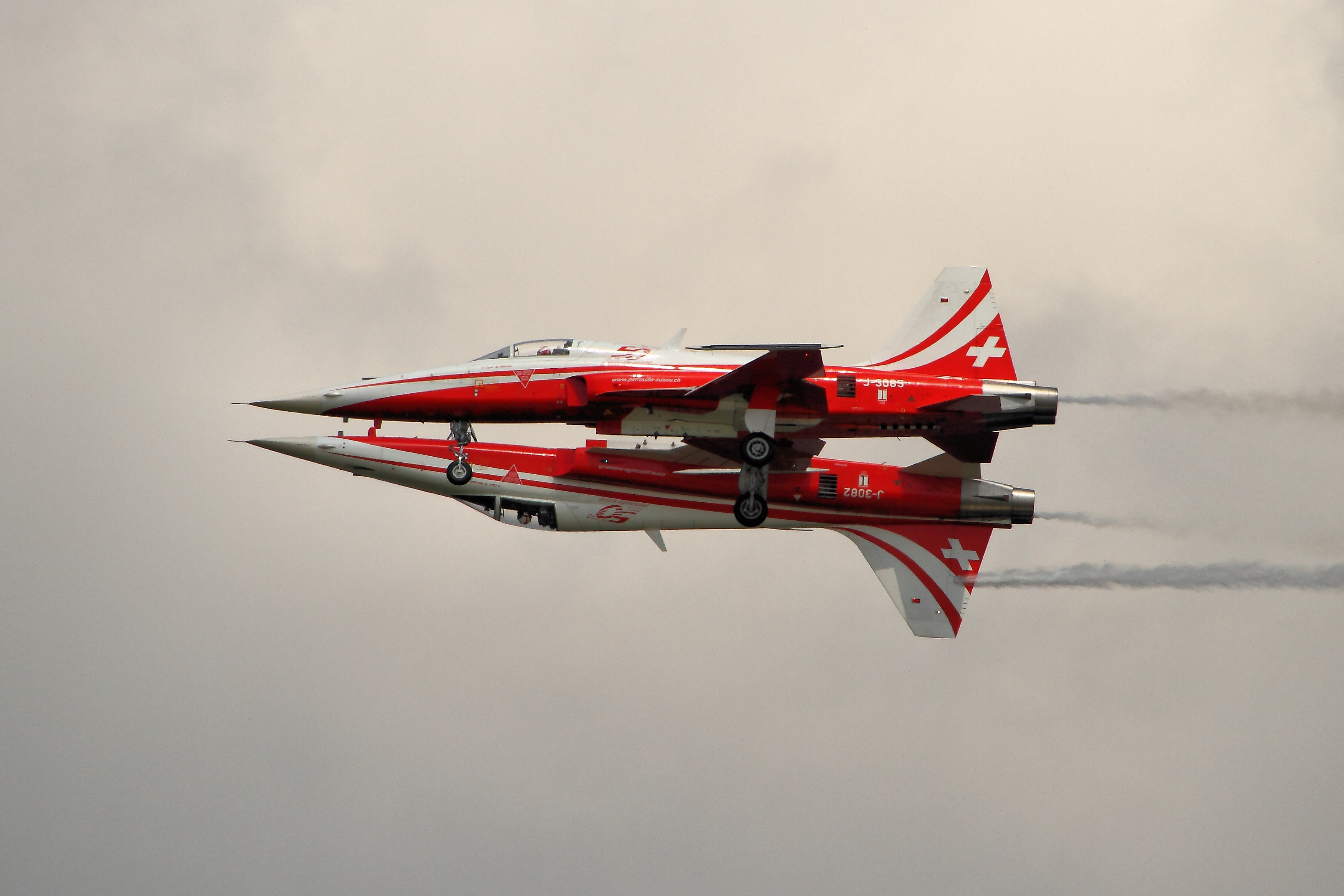
RIAT-2014.
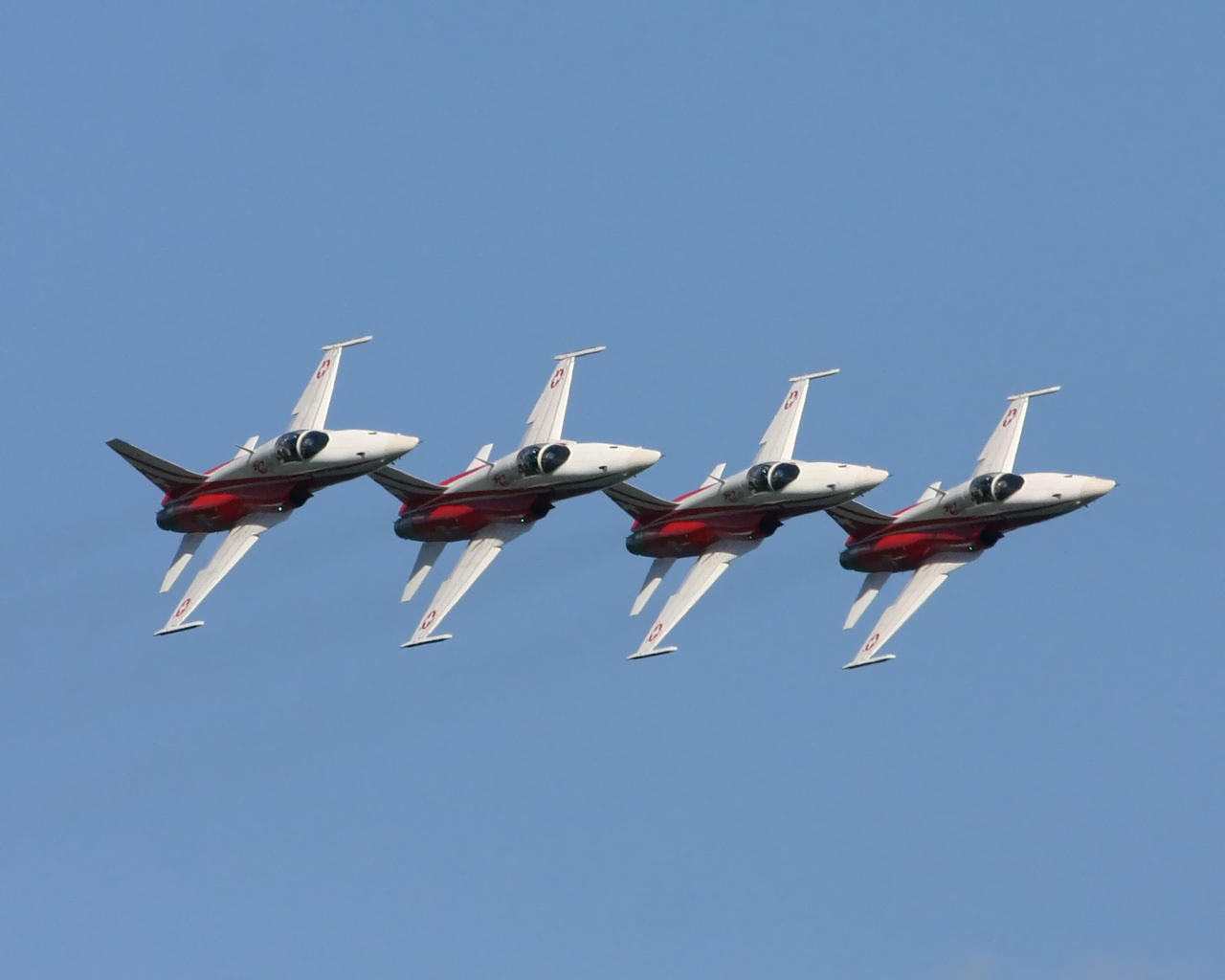
Стрій «Тінь».
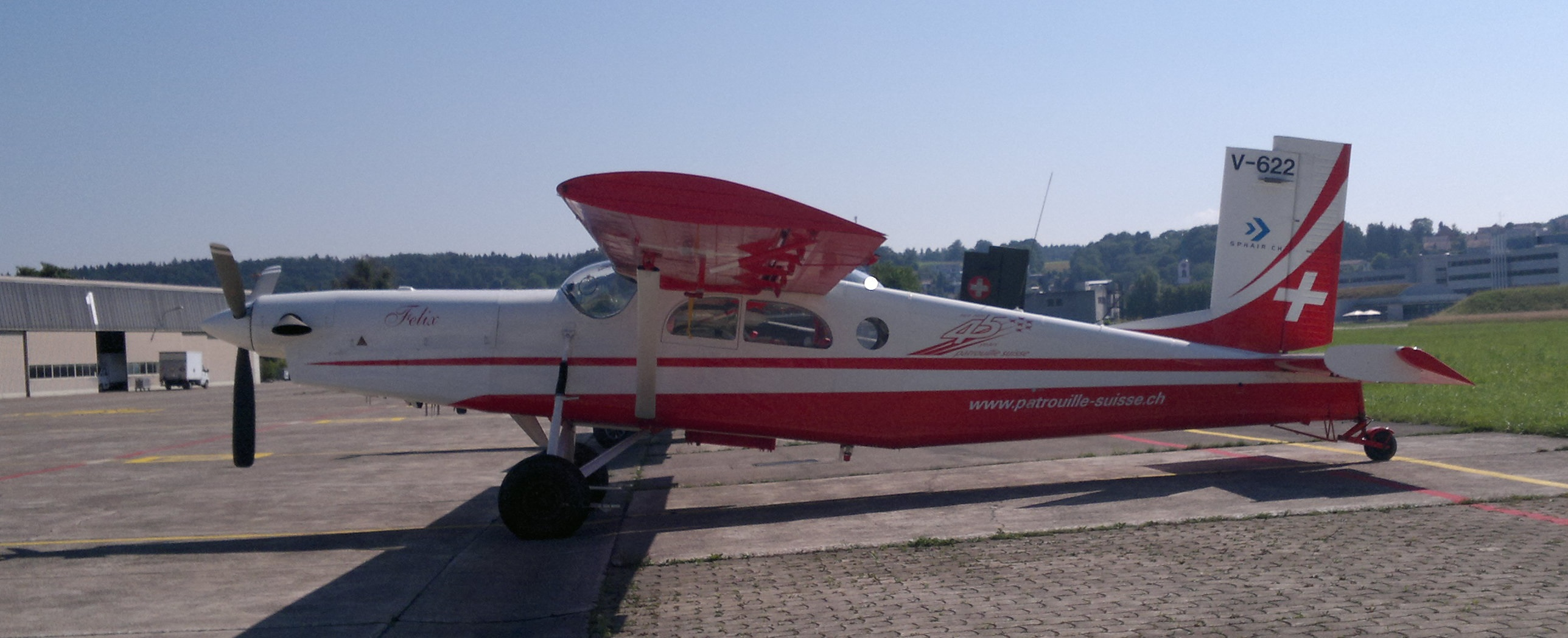
PC-6 V-622 «Felix».